# Иоанникий (Волкович)
Иоанникий (Волкович) — львовский священник и монах, писатель.
Автор пьесы в стихах «Розмышляне о муце Христа Спасителя нашего, притым веселая радость з триумфального Его Воскресения», изданного в типографии Львовского Успенского братства во Львове в 1631 году. Патриарх Филарет предполагал, что Иоанникий перевёл трагедию «Григория Богослова» о страданиях Спасителя, изданную в Львове в 1630 году.
Трагедия «Смутные трены».